# Holmsjön (Hällefors socken, Västmanland)
Holmsjön är en sjö i Hällefors kommun i Västmanland och ingår i Göta älvs huvudavrinningsområde. Sjön är 17,5 meter djup, har en yta på 0,302 kvadratkilometer och är belägen 274,5 meter över havet. Vid provfiske har abborre, gädda, lake och mört fångats i sjön.

## Delavrinningsområde
Holmsjön ingår i det delavrinningsområde (664416-142934) som SMHI kallar för Mynnar i Sikforsåns vattendragsyta. Medelhöjden är 273 meter över havet och ytan är 86,26 kvadratkilometer. Räknas de 3 avrinningsområdena uppströms in blir den ackumulerade arean 118,14 kvadratkilometer. Sävälven som avvattnar avrinningsområdet har biflödesordning 4, vilket innebär att vattnet flödar genom totalt 4 vattendrag innan det når havet efter 372 kilometer. Avrinningsområdet består mestadels av skog (75 procent) och sankmarker (12 procent). Avrinningsområdet har 3,66 kvadratkilometer vattenytor vilket ger det en sjöprocent på 4,2 procent.